# Geoffrey Heskett
Geoffrey „Geoff“ Heskett (* 3. August 1929 in Melbourne; † 5. Februar 2023 ebenda) war ein australischer Basketballspieler.

## Biografie
Heskett kam im Alter von zehn Jahren in der Jugendbewegung CVJM mit dem Basketballsport in Berührung. Als Jugendlicher spielte er auch Tennis und lehrte diese Sportart später rund 40 Jahre lang.
Basketball im Verein spielte er bei Coburg C.E.B.S. Mit der CVJM-Mannschaft bestritt er auch Spiele im Ausland, dabei gelang unter anderem ein Sieg gegen die Nationalmannschaft Neuseelands.
Heskett belegte mit der australischen Nationalmannschaft bei den Olympischen Sommerspielen 1956 den 12. Platz.
Bei den Olympischen Sommerspielen 2000 in Sydney war er einer der Fackelträger während des olympischen Fackellaufs.